# Olga Praguer Coelho
Olga Praguer Coelho (Manaus, 12 de agosto de 1909 — Rio de Janeiro, 25 de fevereiro de 2008) foi uma  cantora e virtuose violonista brasileira. Olga era dotada de uma bela voz e de beleza física; no dizer de Fábio Zanon, "ela tinha uma personalidade encantadora e extrovertida, senso de humor e magnetismo pessoal, e foi abençoada com uma condição vocal privilegiada e uma boa aparência tremenda".
Companheira por muitos anos de Andrés Segovia, como ele também tinha um violão preparado pelo luthier alemão Hermann Hauser e, antes de Segovia, a ela é atribuído a realização do primeiro concerto de violão com cordas de nylon, em janeiro de 1944 em Nova Iorque.

## Biografia
Ainda pequena sua família retornou para Salvador (Bahia), de onde mudou-se para o Rio de Janeiro em 1923; já aos três anos de idade, contudo, Olga se apresentava cantando e, morando na então capital do país, estuda no conservatório onde aprendeu a tocar o violão e a educar sua voz.
Teve por mestre Patrício Teixeira. Estreou tocando num dos prédios da Exposição de 1922, e mais tarde se apresentou na Escola Nacional de Música. Cantou em público pela primeira vez em 1928, num programa da Rádio Clube do Brasil.
A sua primeira gravação, de 1929, foi um disco da Odeon Records contendo o samba Sá querida, de Celeste Leal Borges, e a embolada A mosca na moça.
Aos 22 anos casou-se com o poeta Gaspar Coelho. Participou da inauguração da Rádio Tupi, na qual se especializou como intérprete de música folclórica brasileira. Em 1936, foi nomeada pelo presidente Getúlio Vargas representante da música brasileira na Europa. Mesmo sendo apenas um cargo simbólico, sem remuneração, a nomeação facilitou a sua viagem para a Alemanha, a bordo do Graf Zeppelin. Chegou a Berlim a tempo de participar do encerramento dos Jogos Olímpicos de Verão de 1936. 
Indicada por Heitor Villa-Lobos e Érico Veríssimo, apresentou-se na Casa Branca em 1938. Permaneceu nos Estados Unidos, onde Gaspar passou a trabalhar para a gravadora CBS. Lá, porém, separou-se do marido para viver com o violonista Andrés Segovia. O relacionamento dos dois durou duas décadas.
Na década de 1970 voltou para o Brasil, participando de programas de rádio e TV. Em 2004 foi condecorada com a Ordem do Mérito Cultural do Ministério da Cultura.

## Discografia
- 1942 - Meu Limão, Meu Limoeiro/Quando meu peito..  - Victor - 78 RPM
- 1938 - Mulata/Estrela do céu  - Victor - 78 RPM
- 1936 - Róseas flores/Virgem do rosário  - Victor - 78 RPM
- 1936 - Cantiga ingênua/Baiana  - Victor - 78 RPM
- 1936 - Canto de expatriação/Boi,boi,boi  - Victor - 78 RPM
- 1936 - Seresta/Casinha pequenina  - Victor - 78 RPM
- 1936 - Canto de luna/Luar do sertão  - Victor - 78 RPM
- 1936 - Hei de amar-te até morrer/Tirana  - Victor - 78 RPM
- 1936 - Murucututu/Gondoleiro do amor  - Victor - 78 RPM
- 1930 - Puntinho branco/Morena  - Odeon - 78 RPM
- 1930 - Vestidinho novo/Renúncia  - Odeon - 78 RPM
- 1930 - Rosa encarnada/Rosas porteñas  - Odeon - 78 RPM
- 1929 - A mosca na moça/Sá querida  - Odeon - 78 RPM[3]